# TuralTuranX
TuralTuranX es un dúo musical de Azerbaiyán formado por los hermanos gemelos Tural y Turan Bağmanov (Zaqatala, 30 de octubre de 2000). Ellos fueron seleccionados para representar a Azerbaiyán en el Festival de la Canción de Eurovisión 2023, celebrado en Liverpool, con su canción "Tell Me More".

## Historia
Tural y Turan Bağmanov son de Zaqatala, al noroeste de Azerbaiyán. Los gemelos, cuando vieron un piano por primera vez en la escuela, quedaron tan fascinados que a menudo practicaban canciones en secreto. Luego, su padre les compró un sintetizador de segunda mano y, posteriormente,  también aprendieron a tocar la guitarra. De este modo, los hermanos empezaron a actuar en escuelas y en algunos eventos. Sin embargo, después de la muerte de su padre, dejaron de hacer música temporalmente.
Más tarde, Tural se mudó a la capital, Bakú, y fundó la banda TheRedJungle con un amigo, con quien también tocaba Turan. Los hermanos también tocaban como músicos callejeros.
El 2 de febrero de 2023, se anunció que Tural y Turan se encontraban entre los cinco candidatos de la selección interna de Azerbaiyán para representar al país en el Festival de la Canción de Eurovisión 2023. Finalmente, el 9 de marzo, fueron seleccionados como representantes de Azerbaiyán para el Festival de Eurovisión bajo el nombre de TuralTuranX, compitiendo en la primera semifinal,  el 9 de mayo, con su canción "Tell Me More".

## Vidas personales
Tural y Turan Bağmanov tenían otros dos hermanos llamados Emin y Camal. Ambos murieron en un accidente de tráfico en Yuxarı Tala en 2015.

## Discografía
Sencillos
- Tell Me More (2023)